# Petr Samec
Petr Samec (* 14. Februar 1964 in Frýdek-Místek) ist ein ehemaliger tschechischer Fußballspieler und derzeitiger Fußballtrainer.

## Spielerkarriere
Petr Samec spielte in seiner Jugend für NHKG Ostrava und Sokol Hrabůvka. Seinen Wehrdienst absolvierte er von 1984 bis 1986 bei RH Planá. In der Saison 1986/97 stand er im Kader des Vizemeisters TJ Vítkovice, kam allerdings nicht zum Einsatz. Anschließend kehrte der Stürmer zu NHKG Ostrava zurück, zog aber nach nur einem halben Jahr weiter zu Baník Havířov. Anfang 1990 wechselte Samec zu Sigma Olomouc in die erste Liga und kam im Verlauf der Rückrunde auf vier Einwechslungen. Die folgende Saison verbrachte er wieder in Havířov. Im Sommer 1991 wurde er vom Erstligisten Dynamo České Budějovice verpflichtet, für den er 14 Spiele bestritt und sein erstes Ligator schoss. In der Rückrunde der Saison 1991/92 spielte der Wandervogel für Gera Drnovice.
Der Durchbruch gelang Samec erst mit 29 Jahren bei Union Cheb. In der Saison 1992/93 verhalf er dem Klub zum Aufstieg in die neu gegründete tschechische erste Liga, in den folgenden beiden Spielzeiten 1993/94 und 1994/95 traf er 16 mal in 58 Spielen.
Durch die gute Form kam Petr Samec im Alter von 30 Jahren am 23. Februar 1994 zu seinem ersten Länderspiel, Tschechien gewann gegen die Türkei mit 4:1, Samec spielte acht Minuten. In seinem einzigen Länderspiel über 90 Minuten, einem 4:1 gegen Finnland am 8. März 1995 erzielte der Angreifer zwei Tore.
In der Saison 1995/96 spielte Samec für SKP Hradec Králové, von 1996 bis Dezember 2000 bei Baník Ostrava. Mit neun Treffern, darunter sieben gegen den Erstrundengegner FC Vaduz wurde Samec Torschützenkönig des Europapokals der Pokalsieger 1995/96.
In eine herausragende Form kam der alternde Stürmer noch einmal 1997/98, in der er elf Tore in 23 Spielen für Ostrava schoss. Im Dezember 2000 wurde er bei Baník Ostrava aussortiert und spielte in der Rückrunde 2000/01 für den FC Roubina Dolní Kounice. Anschließend ging er bis 2003 noch für den FC Hlučín auf Torejagd, in der Saison 2005/06 spielte er nebenher für den Sechstligisten Sokol Krasné Pole.

## Trainerkarriere
Erste Erfahrungen im Trainerberuf machte Samec in der Saison 2002/03 als Co-Trainer beim FC Hlučín, ab April 2003 war er dort Cheftrainer. In der Spielzeit 2004/05 betreute er die B-Mannschaft des SFC Opava, anschließend war er wieder Assistent in Hlučín. Zur Saison 2007/08 wurde er erneut hauptverantwortlicher Trainer beim FC Hlučín in der 2. Liga. Trotz des Aufstiegs in die 2. Liga wurde sein Vertrag nicht verlängert, woraufhin Samec im Sommer 2009 nach Katar ging, um die Juniorenmannschaft von Al Fahaheel zu trainieren. Nach einem Jahr kehrte er nach Tschechien zurück und übernahm das Traineramt beim Viertligisten Slavia Orlová.